# Luzair

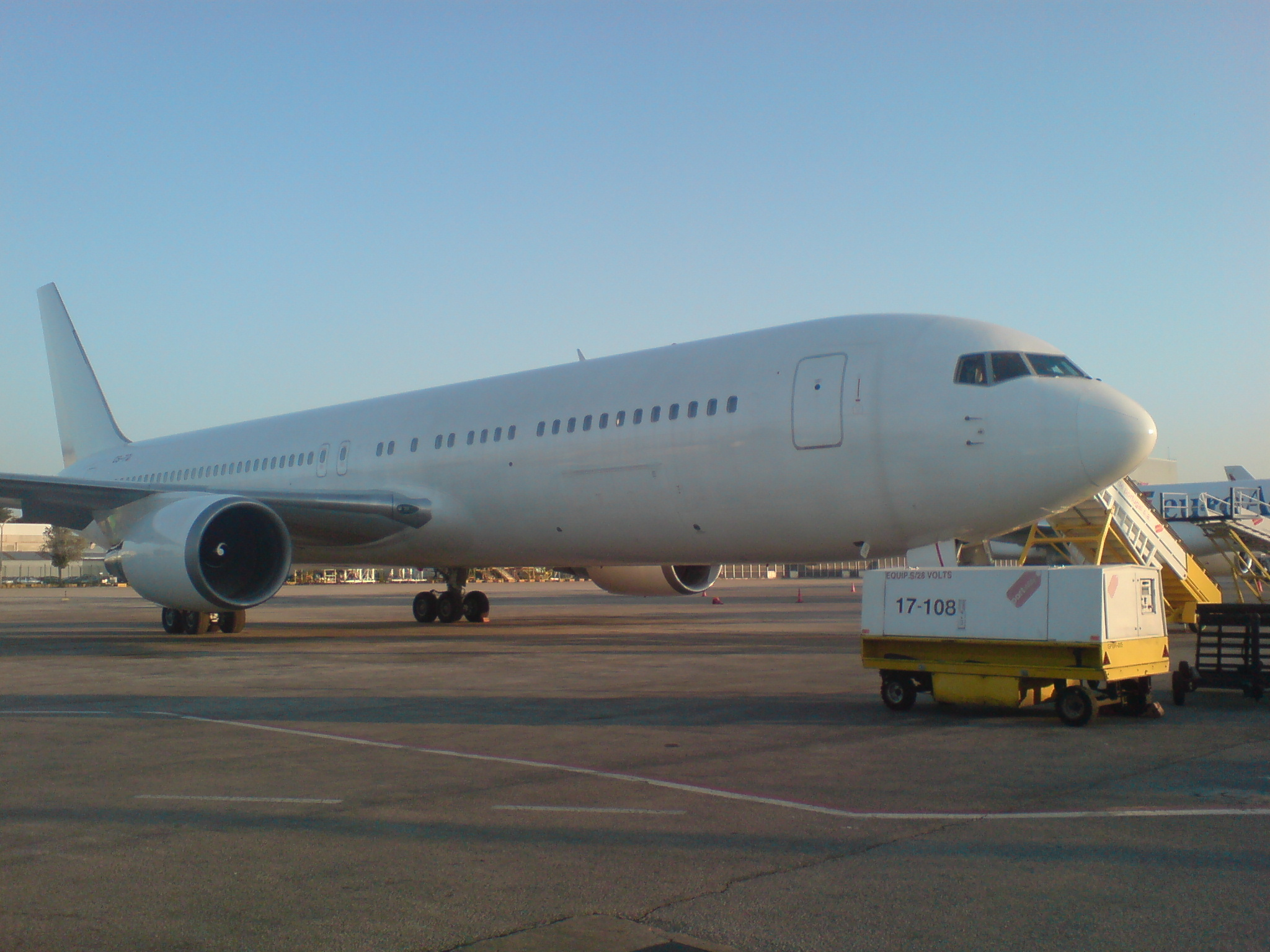
Boeing 767-300ER авіакомпанії Luzair

Luzair — Transportes Aéreos, S. A., діюча як Luzair, — колишня авіакомпанія Португалії зі штаб-квартирою у місті Лісабон, що працює на ринку чартерних пасажирських перевезень по популярним туристичним напрямками. Luzair припинила діяльність у січні 2011 року
Портом приписки авіакомпанії є лісабонський Міжнародний аеропорт " Портела.

## Флот
Станом на лютий 2010 року повітряний флот авіакомпанії становив один літак:
З експлуатації на початку 2000-х років виведений Lockheed L-1011 TriStar.